# Mniej niż zero (film)
Mniej niż zero (ang. Less Than Zero) – amerykański dramat kryminalny z 1987 roku w reżyserii Marka Kanievska. Scenariusz powstał na podstawie powieści Breta Eastona Ellisa Mniej niż zero.

## Fabuła
Akcja filmu rozgrywa się w środowisku niezależnej, zamożnej młodzieży z Los Angeles. Świeżo upieczony student Clay (Andrew McCarthy) wraca na czas ferii do rodzinnego Beverly Hills. Tu spotyka swoich dawnych przyjaciół, którzy właśnie "wydorośleli" i wiodą beztroskie, wypełnione alkoholem i narkotykami życie. Filmowa adaptacja powieści Breta Eastona Ellisa przedstawia zbiorowy portret mieszkańców ekskluzywnych dzielnic Los Angeles, przechodzących od beztroskiej młodości w gorzki wiek dojrzały, utkany z przeplatających się dramatycznych wątków.

## Obsada
- Andrew McCarthy - Clay Easton
- Jami Gertz - Blair
- James Spader - Rip
- Michael Bowen - Hop
- Tony Bill - Bradford Easton
- Nicholas Pryor - Benjamin Wells
- Jessica Puscas - Mała dziewczynka
- Jude Mussetter - Alice
- Jayne Modean - Cindy
- Robert Downey Jr. - Julian Wells
- Sarah Buxton - Markie
- Flea - Muzyk
- Afton Smith - Kim
- Kelly Wolf - Lile
- Kris Jorgenson - Bramkarz / Ochroniarz
- Jeannette Kerner - Margery Easton
- Moya Kordick - Liz
- Lisanne Falk - Patti
- Lee Kissinger - Fotograf
- Neith Hunter - Alana
- Brian Wimmer - Trent
- Eric Walker - Seth Wells
- John Yurasek - Nagi mężczyzna
- Jandi Swanson - Jenny
- Donna Mitchell - Elaine Easton
- Michael Greene - Robert Wells
- Afrika Islam - D. J.
- Anthony Kiedis - Muzyk
- Brittain Frye - Nastolatek
- David Colby - Dzieciak
- Scott Warner - Nastolatek
- Jack Irons - Muzyk